# Openbaar Lichaam Zuidelijke IJsselmeerpolders
Het Openbaar Lichaam Zuidelijke IJsselmeerpolders (OL ZIJP) was een Nederlands overheidsorgaan (openbaar lichaam) dat tussen 1955 en 1996 het bestuur vormde van het Markermeer en de Oostelijke en Zuidelijke Flevopolder in die gebieden waar nog geen gemeente was ingesteld.
Het OL ZIJP werd bestuurd door een landdrost. De eerste twee landdrosten van dit openbaar lichaam, Arie Minderhoud en Will Marie Otto, waren tevens directeur van de Rijksdienst voor de IJsselmeerpolders (RIJP). De volksvertegenwoordiging van het OL ZIJP werd 'adviesraad' genoemd en het dagelijks bestuur was in handen van het 'dagelijks adviescollege'. Het OL ZIJP viel direct onder het Ministerie van Binnenlandse Zaken.
Het grondgebied van het OL ZIJP werd stap voor stap gemeentelijk ingedeeld, zodat het gebied waarover de landdrost de scepter zwaaide steeds kleiner werd. Dronten was in 1972 de eerste gemeente in de Flevopolders. In 1980 volgde Lelystad. Na de stichting van de gemeenten Almere en Zeewolde in 1984 was de landdrost alleen nog verantwoordelijk voor het bestuur over het Markermeer. 
Mensen die geboren zijn op het grondgebied van het OL ZIJP hebben ook daadwerkelijk deze vermelding in hun paspoort. Zo moet iemand die vóór 1980 in Lelystad geboren is als geboorteplaats ‘Openbaar Lichaam Zuidelijke IJsselmeerpolders’ opgeven. Gevolg is dat deze naam bijna nooit in automatische scripten of bijvoorbeeld een visumaanvraag past. 
In 1986 werd Flevoland een provincie. Toch werd het OL ZIJP nog niet opgeheven; het hield zich onder meer bezig met de handhaving van openbare orde en veiligheid op het Markermeer en op de Houtribdijk. Zou het tot de aanleg van de Markerwaard zijn gekomen, dan zou het bestuur over de nieuwe polder aanvankelijk bij het OL ZIJP hebben berust. In 1990 besloot de regering echter dat van inpoldering van het Markermeer zou worden afgezien. Vijf jaar later nam de Tweede Kamer een wet aan die voorzag in de opheffing van het OL ZIJP. Hiermee verdween ook de functie van landdrost uit het Nederlandse openbaar bestuur. Het Markermeer werd gemeentelijk ingedeeld bij Almere en Lelystad, waarbij laatstgenoemde gemeente de grootste waterpartij kreeg toegewezen. Zodoende werd Lelystad qua oppervlakte de grootste gemeente van Nederland. Per 1 januari 1996 werd het openbaar lichaam opgeheven, de opheffingsbijeenkomst vond plaats op 7 december 1995.

## Landdrosten
- Arie Minderhoud (1955-1963)
- Will Marie Otto (1963-1976)
- Jan Lindhout (1976; waarnemend)
- Han Lammers (1976-1986)
- Peter de Jonge (1986-1988; waarnemend)
- Roelf Hofstee Holtrop (1988-1996; waarnemend)